# Nicolas Michelin
Nicolas Michelin (n. 26 de enero de 1955 (70 años) en Neuilly-Sur-Seine, Hauts-de-Seine, Francia) es un arquitecto urbanista francés. En 1985 se asoció con Finn Geipel en la agencia LABFAC y en el año 2000 fundó ANMA - Agence Nicolas Michelin & Associés, que dirige actualmente en colaboración con sus socios Michel Delplace y Cyril Trétout.  ANMA , Adjudicataria de numerosas licitaciones y en particular de la futura sede del Ministerio francés de Defensa en París, figura hoy entre las agencias francesas más prolijas en materia de arquitectura y urbanismo.

## Biografía
Nicolas Michelin , nace en 1955 en Neuilly-sur-Seine, estudia física y matemáticas en la Universidad París VI antes de iniciar los estudios de arquitectura en la Escuela de París Conflans donde obtiene el título de arquitecto en 1980.
En 1985, se asocia con el arquitecto Finn Geipel para crear la agencia de arquitectura LABFAC que opera entre París y Berlín. En el marco de esta colaboración vieron la luz proyectos como la Escuela de las Artes de Limoges o el Teatro de Quimper.
En el año 2000, Nicolas Michelin funda ANMA - Agence Nicolas Michelin & Associés (Nicolas Michelin, Michel Deplace, Cyril Trétout), creadora de soluciones innovadoras en materia de arquitectura, urbanismo y paisaje.  La piedra angular de la actividad de ANMA se resume en cinco ideas clave: la ultracontextualidad, la ligereza, los ahorros "naturales", la adaptabilidad y lo ordinario-extraordinario. Todos los proyectos realizados por ANMA son distintos y es este enfoque a medida lo que distingue su producción.
Nicolas Michelin, particularmente implicado en la creación de la ciudad y de la arquitectura ecológicas, actúa como precursor en el ámbito de la ultracontextualidad. Este concepto definido por él mismo remite a la integración sin ostentación del edificio en su paisaje. Según el fundador de ANMA, un buen edificio "se diseña en función de las fuerzas existentes, (...) magnifica el lugar (...) y deja un espacio preponderante a la vegetación" (Fuente: Cinq sur cinq –Dix projets sur mesure, Editions Archibooks, 2008). Los proyectos de la agencia, vinculados al concepto de ultracontextualidad y el genius loci persiguen el objetivo de sublimar los lugares en los que se sitúan, revelando su sigularidad. La combinación de estos dos elementos le permite realizar lo que él denomina lo ordinario-extraordinario, edificios que "primero produzcan una impresión ordinaria (...) en el sentido de poco notable, y que en una segunda lectura resultan ser un proyecto singular y contemporáneo". (Fuente: Cinq sur cinq –Dix projets sur mesure). Se trata, por tanto, de producir el máximo efecto poético con el mínimo efecto plástico.
Nicolas Michelin , arquitecto comprometido y con afán de aportar su contribución a la reflexión en pro de una arquitectura sostenible, innovadora y contemporánea, ha escrito y ha dirigido la redacción de más de siete obras.  En 2005, escribe Nouveau Paris, la ville et ses possibles; catálogo de la exposición epónima presentada en el Pavillon de l’Arsenal (del 17 de marzo al 28 de agosto de 2005). Con Nicolas Michelin en el comisariado científico y con la escenografía de Toyo ITO, la exposición explora las posibilidades de evolución de París frente a los desafíos del desarrollo sostenible y de las nuevas prácticas ciudadanas.
Entre 2006 y 2010, Nicolas Michelin firma otras cinco obras: Avis: propos sur l’architecture, la ville, l’environnement (2006),  L’Aventure de la transformation d’une halle, des farines à l’université  (2007); y Cinq sur cinq – Dix projets sur mesure (2008) donde se analizan cinco proyectos arquitectónicos y urbanos realizados por ANMA. En 2008, tras la Bienal AGORA de Arquitectura de Burdeos, Nicolas Michelin publica  Alerte ! Et si on pensait un peu plus à elle?, un manifiesto a favor de un urbanismo y de una arquitectura sostenibles. En 2010, con motivo del décimo aniversario de ANMA, publica Attitudes (2010), sus escritos más recientes donde repasa la aplicación de los principios desarrollados en la agencia a lo largo de la última década.
En paralelo con su actividad como arquitecto, Nicolas Michelin se ha visto impulsado a desempeñar otras funciones conexas. Ha sido nombrado experto de distintos organismos estatales franceses (Comisión del 1% artístico, ponente de la Delegación de Artes Plásticas, de la Comisión Nacional de Contratación Pública). De 1985 a 2000, dirige la Escuela y el Centro de Arte Contemporáneo de Reuil Malmaison. Entre el 2000 y el 2009 funda en el seno de la Escuela Nacional Superior de Arquitectura de Versalles el Centro de Arte «La Maréchalerie», un centro dedicado al lugar que ocupa el arte en el contexto urbano. Ha sido invitado a ponencias en numerosas universidades entre las que figuran la Universidad de Columbia, la Universidad de Montreal o la Universidad París I. En 2008, asumió el comisariado general de la edición de Agora (bienal de arquitectura, de urbanismo y de diseño) de la ciudad de Burdeos. Bajo el título Alerte, et si on pensait un peu plus à elle ?, la exposición aborda los temas entrecruzados de la arquitectura, el urbanismo y el desarrollo sostenible. En 2010, con motivo del décimo aniversario de la Agencia, creó un evento de cuatro días de duración donde se presentó una selección de los proyectos realizados por ANMA durante su primera década de existencia. Para esta misma ocasión, organizó una exposición efímera reforzada por tres debates sobre los temas de la ecología, la ciudad y el arte contemporáneo. En noviembre de 2011, en el teatro de la Cité universitaire internationale, de París, preside las Conversaciones sobre Patrimonio y arquitectura, sobre el tema «Patrimonio y arquitecturas de las metrópolis sostenibles».

## Premios
- Pirámide de Plata Aquitania, 2 menciones – Gran Premio regional y premio a la innovación por el proyecto Bassins à Flot en el barrio de Bacalan en Burdeos.
- Mención especial de la Escuadra de Plata en 2010 por las Viviendas ZAC de Grand Large - Neptune en Dunkerque.
- Nominación al Gran Premio francés de Urbanismo en las ediciones de 2005, 2007, 2008 y 2009.
- Mención Escuadra de Plata por el Gimnasio Europole de Grenoble en 2003.

## Principales obras
- Viviendas, Îlot Armagnac, mediateca y gimnasio, 2012, Burdeos
- Viviendas de L’étang des cygnes, 2012, Meaux
- Viviendas sociales, 2012, Alfortville
- Viviendas ZAC Grand Large, 2010, Dunkerque
- Viviendas ZAC des Deux Lions, 2010, Tours
- Viviendas sociales, 2010, Nancy
- Teatro La Piscine, 2008, Châtenay-Malabry
- Viviendas Habiter les Quais, 2007, Nantes
- Oficinas de la Agence de l'eau, 2006, Rouen
- La Halle aux Farines, 2006, París

## Proyectos en curso
- Nueva sede del Ministerio de Defensa, París
- ARTEM (Arte, Tecnología y Management), Nancy
- Oficinas de la Caisse d’Allocations Familiales, Saint Brieuc
- Biblioteca Nacional y Universitaria, Estrasburgo
- Ciudad Universitaria, París
- Futuro Centro Cultural "Les Fuseaux", St-Dizier
- Palacio de Justicia, Limoges
- Centro de investigación "Maison de la recherche", Toulon
- Barrio Confluence, Saint Denis
- Sector Faubourg d’Arras-Europe, Lille
- Grand Est, 2010, Dijon
- Les Bassins à Flots (Dársenas de flotación), Burdeos

## Vídeos
- Vers une hybridation des usages. Portrait de Nicolas Michelin es una grabación realizada por Gilles Coudert (13 min/2006 / a.p.r.e.s production). Este vídeo recoge las palabras del galardonado del concurso de la Comunidad Urbana de Grand Nancy celebrado en mayo de 2005. En él se aborda la reordenación urbana del centro ARTEM (Arte, Tecnología y Management) de Nancy y el proyecto urbano de Nicolas Michelin para esta ciudad.

- Bordeaux 2046 es un vídeo de Nicolas Michelin presentado en la Bienal de Venecia en 2010. Este último aborda los distintos proyectos en curso y las simulaciones de realizaciones posibles en esta ciudad.